# 社稷室内体育館
社稷室内体育館（サジクしつないたいいくかん、朝: 사직실내체육관）は、韓国・釜山広域市東萊区に1985年に竣工された屋内アリーナ。
韓国女子バスケットボールリーグ (WKBL) の釜山BNKサムの本拠地。2002年アジア大会ではバスケットボール競技などが開催された。